# Volleyball-Weltmeisterschaft der Frauen 2002

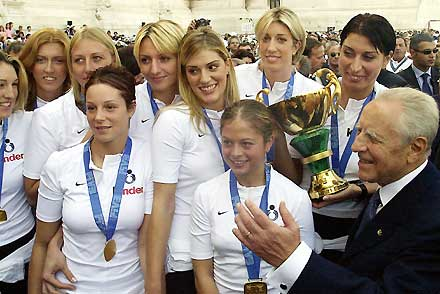
Die italienischen Weltmeisterinnen bei einem Empfang am Monumento a Vittorio Emanuele II

Die Volleyball-Weltmeisterschaft der Frauen 2002 fand vom 30. August bis 15. September in Deutschland statt. Zum ersten Mal war der DVV damit Gastgeber des globalen Turniers, das in acht Städten ausgetragen wurde. Die italienische Frauen, die als Vize-Europameister mit Ambitionen angetreten waren, besiegten im Endspiel über fünf Sätze die Vereinigten Staaten und gewannen zum ersten Mal den Titel. Die Amerikanerinnen hatten zuvor im Viertelfinale den Titelverteidiger Kuba entthront. Für die deutsche Auswahl war das Turnier nach der zweiten Runde, in der sie sieglos blieb, beendet.

## Modus
Die 24 Teilnehmer spielten in der ersten Runde in vier Sechsergruppen. Für einen Sieg gab es zwei Punkte und für eine Niederlage einen Punkt. Bei Punktgleichheit entschied das Satzverhältnis über die Rangfolge. Die drei besten Mannschaften jeder Vorrundengruppe kamen in die zweite Runde, die in drei Vierergruppen ausgetragen wurde. Die beiden besten Mannschaften jeder Gruppe und die zwei besten Gruppendritten der zweiten Runde erreichten das Viertelfinale. Die Verlierer des Viertelfinales spielten um die Plätze fünf bis acht. Die Sieger des Viertelfinales ermittelten im Halbfinale und Endspiel den neuen Weltmeister. Im finalen Klassement belegte der schlechteste Gruppendritte der zweiten Runde den neunten Rang vor den anderen drei Teams, die in dieser Runde ausschieden und gleichberechtigt Platz zehn belegten. Den dreizehnten Rang teilten sich die Mannschaften, die in der ersten Runde als Gruppenvierte aus dem Turnier ausschieden. Die Gruppenfünften und -sechsten der Vorrunde belegten jeweils gemeinsam den siebzehnten und 21. Rang.

## Teilnehmer

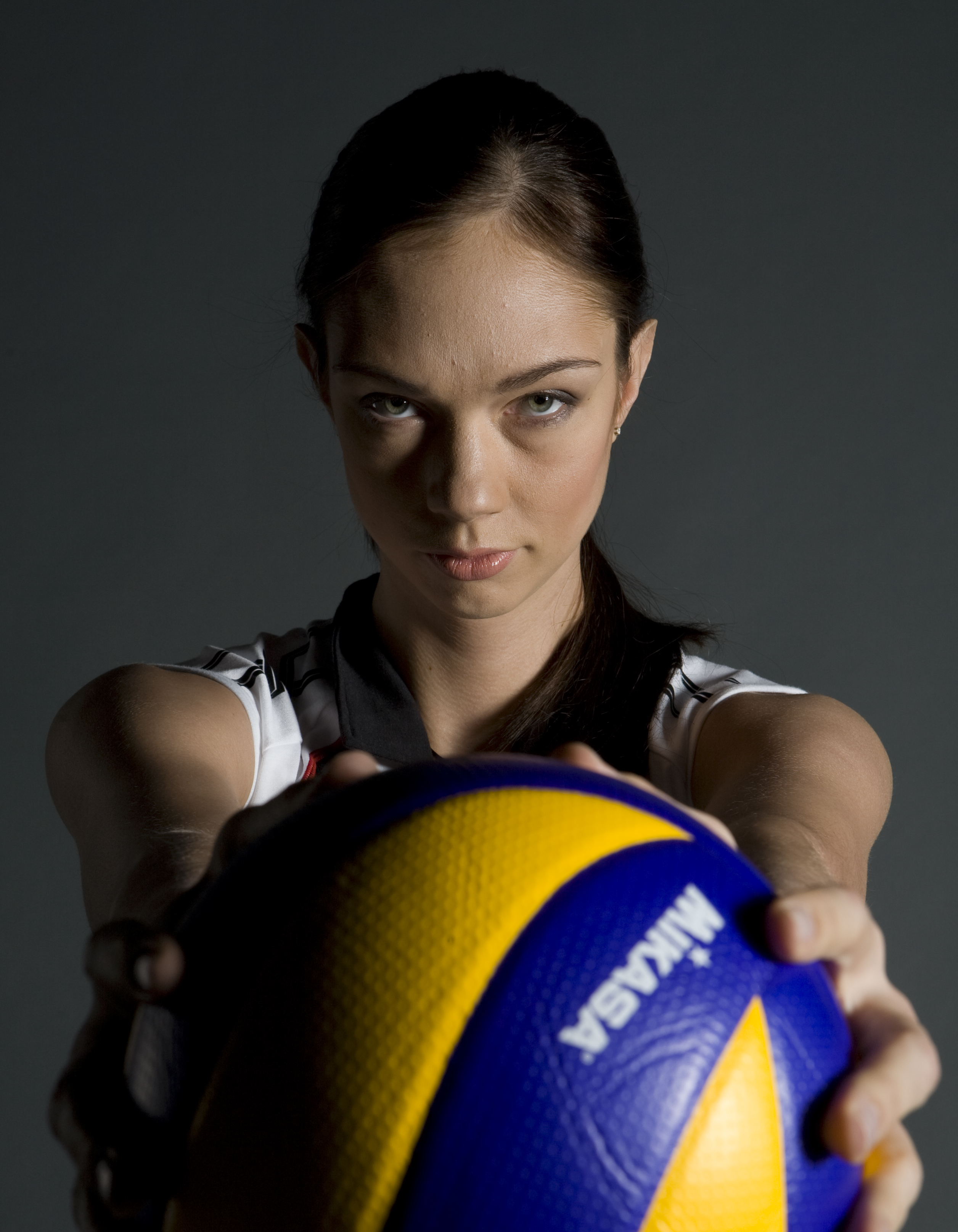
Jekaterina Gamowa, die längste Spielerin des Turniers

Die Kader und weitere Informationen zu allen Mannschaften gibt es auf der Unterseite Teilnehmer.
An der Weltmeisterschaft in Deutschland nahmen 24 Mannschaften aus allen Kontinentalverbänden teil. Dazu gehörten alle bisherigen Weltmeister und einige weitere Medaillengewinner früherer Turniere. Titelverteidiger Kuba und die Mannschaft des Gastgebers, die öffentlich den achten Platz als Ziel ausgab, zählten ebenso zu den Favoriten wie Russland, das sich in der Vorbereitung in herausragender Form präsentierte. Außerdem wurden den traditionell starken Teams aus den USA, Brasilien und China sowie dem Vize-Europameister Italien gute Chancen auf eine vordere Platzierung zugesprochen.

## Auslosung
Die Auslosung fand am 21. September 2001 in Berlin statt. Der Gastgeber und die elf Teilnehmer, die in der Volleyball-Weltrangliste die besten Platzierungen aufwiesen, waren dabei gesetzt. Deutschland bildete den Kopf der Gruppe A; die drei am besten platzierten Teilnehmer standen an der Spitze der anderen drei Gruppen. Die weiteren gesetzten Mannschaften wurden gleichmäßig auf die vier Gruppen verteilt. Bei der Zulosung der nicht gesetzten Teilnehmer gab es keine Einschränkungen bezüglich der Zugehörigkeit zu Kontinentalverbänden.

## Spielplan

### Erste Runde

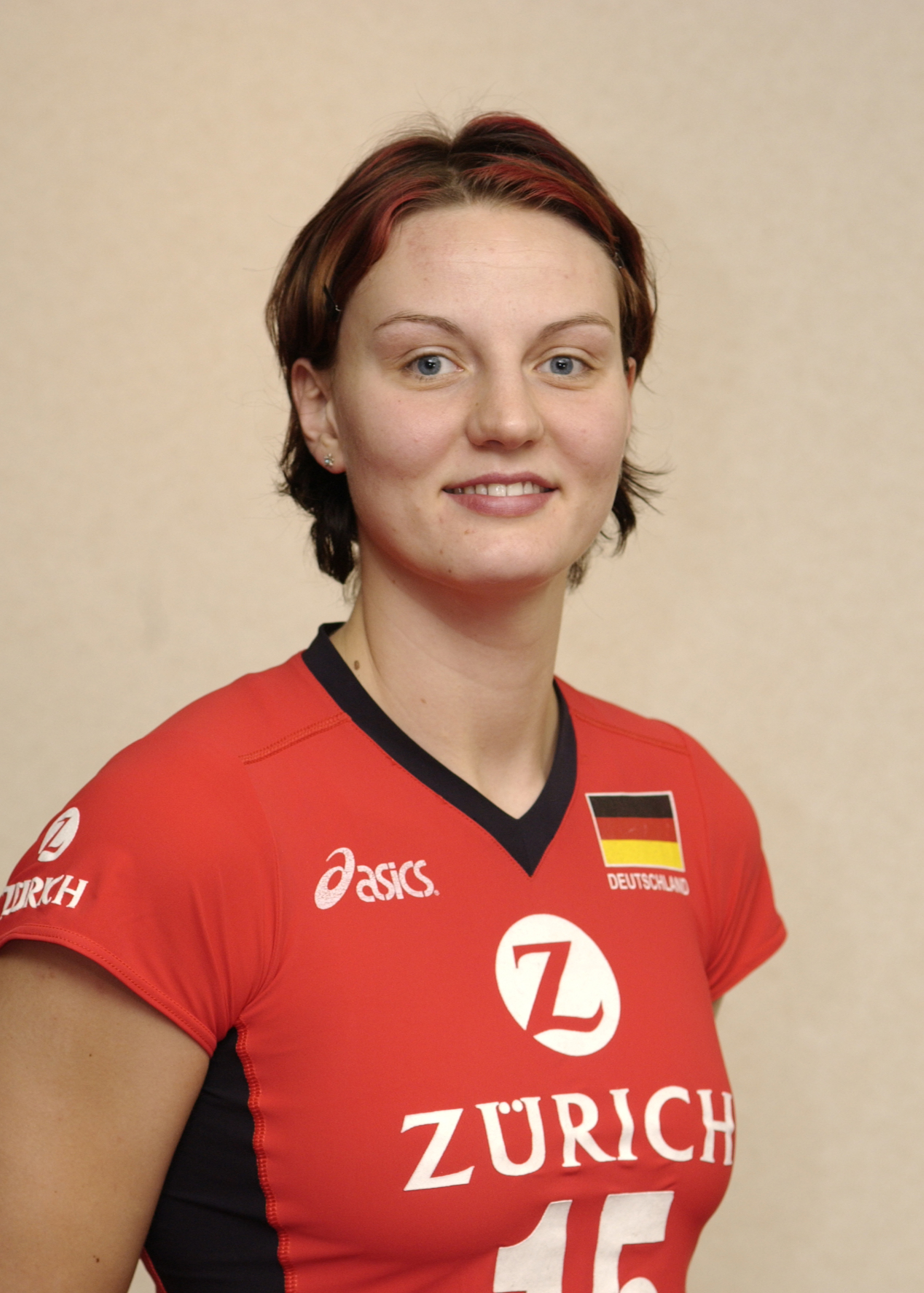
Angelina Grün war beste Scorerin der Vorrunde

Während Italien und Bulgarien mit ungefährdeten Siegen in der Gruppe A starteten, mussten die deutschen Frauen gegen Tschechien zweimal in knappen Sätzen den Ausgleich hinnehmen, ehe sie sich im Tiebreak mit 15:13 durchsetzten. Nach einem weiteren Erfolg gegen Japan mussten sich die Gastgeber am dritten Spieltag trotz einer kämpferischen Leistung den Bulgarinnen geschlagen geben. Die Italienerinnen, die bis zum Ende der ersten Runde ohne Satzverlust blieben, sorgten für die zweite deutsche Niederlage. Da Japan am letzten Spieltag jedoch Tschechien unterlag, erreichte das DVV-Team mit einem abschließenden Sieg gegen Mexiko, das alle Spiele verlor, als Gruppendritter punktgleich mit Bulgarien die zweite Runde.
In Gruppe B gab es einen Fehlstart für den Titelverteidiger aus Kuba, der zum Auftakt in fünf Sätzen gegen Südkorea unterlag und anschließend gegen Kanada erst nach zweimaligem Rückstand gewann. Die Asiatinnen blieben anschließend ungeschlagen und der Favorit aus der Karibik sorgte mit einem 3:0 für die erste Niederlage der Niederlande. Mit weiteren Siegen kamen die Kubanerinnen mit ihrer erfolgreichen Angreiferin Yumilka Ruiz noch auf den zweiten Rang vor der niederländischen Auswahl, die sich mit einem glatten Sieg gegen Kanada den dritten Rang sicherte.

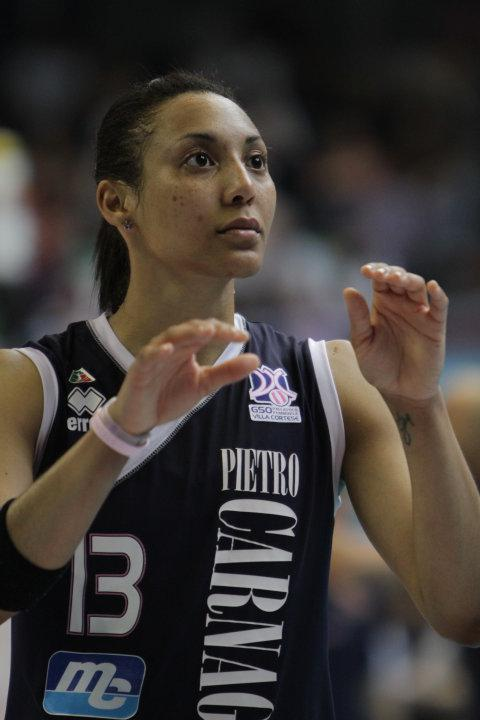
Aurea Cruz punktete für Puerto Rico

| Gruppe A in Münster |             |       |        |       |
| Platz               | Team        | Sätze | Punkte | BPQ   |
| 1.                  | Italien     | 15:0  | 10     | 1,326 |
| 2.                  | Bulgarien   | 10:6  | 8      | 1,086 |
| 3.                  | Deutschland | 9:9   | 8      | 1,065 |
| 4.                  | Japan       | 8:10  | 7      | 1,002 |
| 5.                  | Tschechien  | 8:12  | 7      | 0,938 |
| 6.                  | Mexiko      | 2:15  | 5      | 0,708 |

| 30. August   | Italien     | Japan       | 3:0 |
|              | Tschechien  | Deutschland | 2:3 |
|              | Mexiko      | Bulgarien   | 0:3 |
| 31. August   | Japan       | Deutschland | 1:3 |
|              | Italien     | Mexiko      | 3:0 |
|              | Bulgarien   | Tschechien  | 3:0 |
| 1. September | Mexiko      | Japan       | 0:3 |
|              | Deutschland | Bulgarien   | 0:3 |
|              | Tschechien  | Italien     | 0:3 |
| 2. September | Japan       | Bulgarien   | 3:1 |
|              | Mexiko      | Tschechien  | 2:3 |
|              | Italien     | Deutschland | 3:0 |
| 3. September | Tschechien  | Japan       | 3:1 |
|              | Bulgarien   | Italien     | 0:3 |
|              | Deutschland | Mexiko      | 3:0 |

| Gruppe B in Schwerin |             |       |        |       |
| Platz                | Team        | Sätze | Punkte | BPQ   |
| 1.                   | Südkorea    | 15:3  | 10     | 1,272 |
| 2.                   | Kuba        | 14:5  | 9      | 1,225 |
| 3.                   | Niederlande | 9:7   | 8      | 1,110 |
| 4.                   | Rumänien    | 8:9   | 7      | 1,019 |
| 5.                   | Kanada      | 5:12  | 6      | 0,899 |
| 6.                   | Ägypten     | 0:15  | 5      | 0,528 |

| 30. August   | Niederlande | Rumänien    | 3:1 |
|              | Ägypten     | Kanada      | 0:3 |
|              | Kuba        | Südkorea    | 2:3 |
| 31. August   | Niederlande | Ägypten     | 3:0 |
|              | Kanada      | Kuba        | 2:3 |
|              | Rumänien    | Südkorea    | 1:3 |
| 1. September | Kuba        | Niederlande | 3:0 |
|              | Südkorea    | Kanada      | 3:0 |
|              | Ägypten     | Rumänien    | 0:3 |
| 2. September | Niederlande | Südkorea    | 0:3 |
|              | Ägypten     | Kuba        | 0:3 |
|              | Rumänien    | Kanada      | 3:0 |
| 3. September | Südkorea    | Ägypten     | 3:0 |
|              | Kuba        | Rumänien    | 3:0 |
|              | Kanada      | Niederlande | 0:3 |

In der Gruppe C dominierten die USA, die lediglich im Duell der Favoriten gegen Russland zwei Sätze abgaben. Das Team um Jekaterina Gamowa sicherte sich anschließend mit drei souveränen Siegen den zweiten Rang. Die Außenseiter aus Puerto Rico hatten zwar gegen diese beiden Spitzenmannschaften keine Chance, kamen aber dank eines Sieges gegen die höher eingeschätzten Argentinierinnen als Gruppendritter weiter. Dem südamerikanischen Vizemeister reichten die Punkte von Carolina Costagrande nicht und durch ein 3:0 zog auch die Dominikanische Republik in der Tabelle noch vorbei. Die Außenseiter aus Kenia entschieden nur einen Satz für sich.
Die Mannschaft aus Thailand schaffte in Gruppe D den ersten Sieg ihrer WM-Geschichte, doch der größte Erfolg gelang Griechenland, das beim WM-Debüt durch ein 3:0 im letzten Spiel gegen die bereits qualifizierten Chinesinnen punktgleich mit den Asiatinnen und Spitzenreiter Brasilien den dritten Rang belegte. Die Südamerikanerinnen hatten am zweiten Tag gegen China verloren. Für Polen, das nur gegen Thailand und Australien gewinnen konnte und den Griechinnen in einem knappen Spiel im Tiebreak unterlag, endete das Comeback bei der Weltmeisterschaft deshalb bereits nach der Vorrunde.
| Gruppe C in Riesa und Dresden |                         |       |        |       |
| Platz                         | Team                    | Sätze | Punkte | BPQ   |
| 1.                            | Vereinigte Staaten      | 15:2  | 10     | 1,222 |
| 2.                            | Russland                | 14:4  | 9      | 1,432 |
| 3.                            | Puerto Rico             | 9:9   | 8      | 0,901 |
| 4.                            | Dominikanische Republik | 7:9   | 7      | 0,949 |
| 5.                            | Argentinien             | 5:12  | 6      | 0,899 |
| 6.                            | Kenia                   | 1:15  | 5      | 0,736 |

| 30. August   | Kenia             | Puerto Rico       | 1:3 |
|              | Argentinien       | USA               | 0:3 |
|              | Russland          | Dominikanische R. | 3:1 |
| 31. August   | Kenia             | Argentinien       | 0:3 |
|              | USA               | Russland          | 3:2 |
|              | Puerto Rico       | Dominikanische R. | 3:0 |
| 1. September | Argentinien       | Puerto Rico       | 2:3 |
|              | Dominikanische R. | USA               | 0:3 |
|              | Russland          | Kenia             | 3:0 |
| 2. September | Kenia             | Dominikanische R. | 0:3 |
|              | Argentinien       | Russland          | 0:3 |
|              | Puerto Rico       | USA               | 0:3 |
| 3. September | USA               | Kenia             | 3:0 |
|              | Russland          | Puerto Rico       | 3:0 |
|              | Dominikanische R. | Argentinien       | 3:0 |

| Gruppe D in Leipzig |                     |       |        |       |
| Platz               | Team                | Sätze | Punkte | BPQ   |
| 1.                  | Brasilien           | 13:3  | 9      | 1,216 |
| 2.                  | Volksrepublik China | 12:5  | 9      | 1,211 |
| 3.                  | Griechenland        | 12:6  | 9      | 1,030 |
| 4.                  | Polen               | 8:9   | 7      | 0,987 |
| 5.                  | Thailand            | 4:13  | 6      | 0,864 |
| 6.                  | Australien          | 2:15  | 5      | 0,777 |

| 30. August   | Polen        | Brasilien    | 0:3 |
|              | China        | Australien   | 3:0 |
|              | Thailand     | Griechenland | 0:3 |
| 31. August   | Brasilien    | China        | 1:3 |
|              | Thailand     | Polen        | 0:3 |
|              | Griechenland | Australien   | 3:1 |
| 1. September | China        | Thailand     | 3:1 |
|              | Australien   | Brasilien    | 0:3 |
|              | Polen        | Griechenland | 2:3 |
| 2. September | Griechenland | Brasilien    | 0:3 |
|              | Thailand     | Australien   | 3:1 |
|              | Polen        | China        | 0:3 |
| 3. September | Brasilien    | Thailand     | 3:0 |
|              | China        | Griechenland | 0:3 |
|              | Australien   | Polen        | 0:3 |

### Zweite Runde

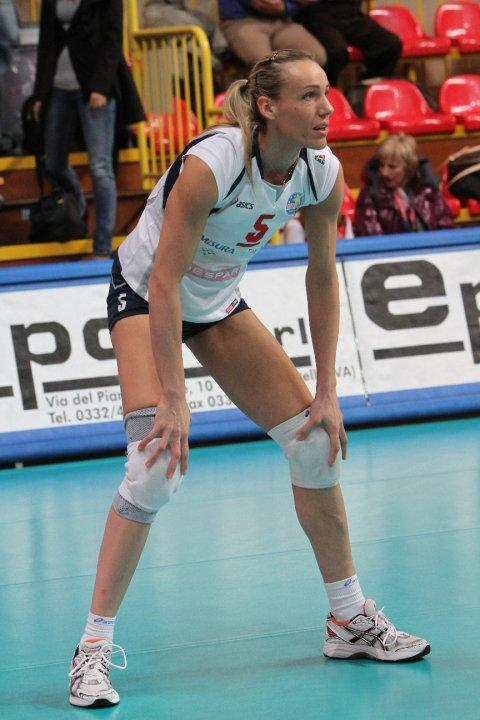
Antonina Setowa brachte Bulgarien in die nächste Runde

Zum Auftakt der zweiten Runde beendete Kuba in Gruppe E den bisher erfolgreichen Auftritt der Neulinge aus Griechenland, die sich danach ebenso Russland und Italien geschlagen geben mussten. Die beiden letztgenannten Mannschaften hatten zuvor im direkten Duell fünf Sätze gespielt, in denen die Italienerinnen zweimal den Ausgleich schafften, bevor die Russinnen mit 15:13 siegten. Das Team von Nikolai Karpol bezwang schließlich noch in einer Neuauflage des olympischen Endspiels den Titelverteidiger und sicherte sich den Gruppensieg.
In Gruppe F ging es knapp zu, obwohl fast alle Spiele in drei Sätzen entschieden wurden. China musste nach zwei 3:0-Siegen den Südkoreanerinnen den ersten Platz überlassen, weil diese das direkte Duell gewannen. Bulgarien zog mit einem Erfolg gegen Puerto Rico nach Punkten gleich und erreichte als bester Gruppendritter das Viertelfinale.
Die deutsche Mannschaft gewann in ihrem Auftaktspiel der Gruppe G den ersten Satz gegen die Niederlande und verlor das Nachbarschaftsduell trotzdem mit 1:3. Da die DVV-Auswahl in den beiden weiteren Begegnungen gegen Brasilien und die nach wie vor ungeschlagenen US-Amerikanerinnen keinen Satz mehr für sich entscheiden konnte, fand das Viertelfinale ohne die Gastgeber statt. Die Niederländerinnen zwangen die USA zwar in den Tiebreak, verpassten aber ebenfalls den Einzug in die KO-Runde.
| Gruppe E in Bremen |              |       |        |       |
| Platz              | Team         | Sätze | Punkte | BPQ   |
| 1.                 | Russland     | 9:3   | 6      | 1,192 |
| 2.                 | Kuba         | 7:5   | 5      | 0,975 |
| 3.                 | Italien      | 6:6   | 4      | 1,046 |
| 4.                 | Griechenland | 1:9   | 3      | 0,794 |

| 6. September | Kuba         | Griechenland | 3:1 |
|              | Italien      | Russland     | 2:3 |
| 7. September | Griechenland | Russland     | 0:3 |
|              | Kuba         | Italien      | 3:1 |
| 8. September | Italien      | Griechenland | 3:0 |
|              | Russland     | Kuba         | 3:1 |

| Gruppe F in Stuttgart |                     |       |        |       |
| Platz                 | Team                | Sätze | Punkte | BPQ   |
| 1.                    | Südkorea            | 7:3   | 5      | 1,121 |
| 2.                    | Volksrepublik China | 6:3   | 5      | 1,256 |
| 3.                    | Bulgarien           | 6:4   | 5      | 1,118 |
| 4.                    | Puerto Rico         | 0:9   | 3      | 0,587 |

| 6. September | Bulgarien   | China       | 0:3 |
|              | Südkorea    | Puerto Rico | 3:0 |
| 7. September | China       | Puerto Rico | 3:0 |
|              | Bulgarien   | Südkorea    | 3:1 |
| 8. September | Puerto Rico | Bulgarien   | 0:3 |
|              | Südkorea    | China       | 3:0 |

| Gruppe G in Riesa |                    |       |        |       |
| Platz             | Team               | Sätze | Punkte | BPQ   |
| 1.                | Vereinigte Staaten | 9:2   | 6      | 1,126 |
| 2.                | Brasilien          | 6:4   | 5      | 1,054 |
| 3.                | Niederlande        | 6:7   | 4      | 0,941 |
| 4.                | Deutschland        | 1:9   | 3      | 0,904 |

| 6. September | Brasilien   | USA         | 0:3 |
|              | Deutschland | Niederlande | 1:3 |
| 7. September | Brasilien   | Deutschland | 3:0 |
|              | USA         | Niederlande | 3:2 |
| 8. September | Niederlande | Brasilien   | 1:3 |
|              | Deutschland | USA         | 0:3 |

### Platzierungsspiele

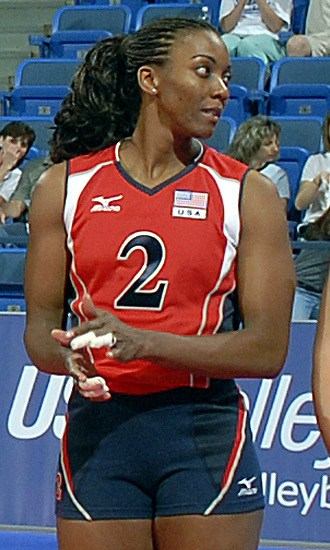
Danielle Scott führte die USA ins Finale

Im Viertelfinale konnte Titelverteidiger Kuba den Siegeszug der USA nicht beenden und verpasste in drei Sätzen das Halbfinale. Während die Italienerinnen erstmals unter die besten Vier kamen und auch Russland 3:0 gewann, entwickelte sich zwischen China und Brasilien ein umkämpftes Spiel, in dem die Asiatinnen nach einer 1:0-Führung in Rückstand gerieten und erst im Tiebreak triumphierten. Die Südamerikanerinnen unterlagen einen Tag später gegen Südkorea erneut in fünf Sätzen und beendeten das Turnier schließlich auf dem siebten Rang. Der entthronte Weltmeister von 1998 sicherte sich gegen die Koreanerinnen den fünften Platz.
Im ersten Halbfinale trafen die USA und Russland nach ihrem Duell in der Vorrunde erneut aufeinander und wieder waren die Frauen aus den Vereinigten Staaten in einem Spiel über die volle Distanz erfolgreich. Beim zweiten Halbfinale hatte Elisa Togut großen Anteil daran, dass sich Italien gegen die junge chinesische Mannschaft durchsetzen konnte. Somit kann es beim Spiel um Bronze zur gleichen Paarung wie einige Wochen zuvor im Finale des Grand Prix und erneut gewann Russland mit 3:1 gegen China. Das Endspiel der Weltmeisterschaft begann mit einem Rückschlag für Italien, das den Amerikanerinnen den ersten Satz mit 18:25 überlassen musste. Mit 25:18 und 25:16 drehte der Vize-Europameisterschaft das Spiel und obwohl die USA mit 25:22 noch einmal den Ausgleich schafften, verwandelte Togut als beste Scorerin den Matchball zum 15:11, mit dem Italien zum ersten Mal in seiner Geschichte Weltmeister wurde.
|  | Viertelfinale       | Viertelfinale       |                    |                     | Halbfinale       | Halbfinale |  |  | Finale        | Finale        |
|  |                     |                     |                    |                     |                  |            |  |  |               |               |
|  | 11. September       |                     |                    |                     |                  |            |  |  |               |               |
|  | Russland            | 3                   |                    |                     |                  |            |  |  |               |               |
|  | Russland            | 3                   | 13. September      |                     |                  |            |  |  |               |               |
|  | Bulgarien           | 0                   |                    |                     |                  |            |  |  |               |               |
|  | Bulgarien           | 0                   | Russland           | 2                   |                  |            |  |  |               |               |
|  |                     |                     | Russland           | 2                   |                  |            |  |  |               |               |
|  |                     | Vereinigte Staaten  | 3                  |                     |                  |            |  |  |               |               |
|  | Vereinigte Staaten  | Vereinigte Staaten  | 3                  | 3                   |                  |            |  |  |               |               |
|  | Vereinigte Staaten  |                     |                    | 3                   |                  |            |  |  |               |               |
|  | Kuba                | 0                   |                    | 15. September       | 15. September    |            |  |  |               |               |
|  | 11. September       | 11. September       | Vereinigte Staaten | 2                   |                  |            |  |  |               |               |
|  | 11. September       | 11. September       |                    | Italien             | 3                |            |  |  |               |               |
|  | Südkorea            | 0                   |                    |                     |                  |            |  |  |               |               |
|  | Italien             | 3                   |                    |                     |                  |            |  |  |               |               |
|  | Italien             | 3                   | Italien            | 3                   |                  |            |  |  |               |               |
|  |                     |                     | Italien            | 3                   | Spiel um Platz 3 |            |  |  |               |               |
|  |                     | Volksrepublik China | 1                  |                     |                  |            |  |  |               |               |
|  | Volksrepublik China | Volksrepublik China | 1                  | 3                   | Russland         | 3          |  |  |               |               |
|  | Volksrepublik China | 13. September       |                    | 3                   | Russland         | 3          |  |  |               |               |
|  | Brasilien           | 2                   |                    | Volksrepublik China | 1                |            |  |  |               |               |
|  | Brasilien           | 2                   |                    |                     | 1                |            |  |  |               |               |
|  | 11. September       | 11. September       |                    |                     |                  |            |  |  | 14. September | 14. September |

|  | Platzierungsspiele 5-8 | Platzierungsspiele 5-8 |               |   | Spiel um Platz 5 | Spiel um Platz 5 |
|  |                        |                        |               |   |                  |                  |
|  | Bulgarien              | 2                      |               |   |                  |                  |
|  | Kuba                   | 3                      |               |   |                  |                  |
|  | 12. September          |                        |               |   |                  |                  |
|  |                        |                        | 15. September |   |                  |                  |
|  | Kuba                   | 3                      |               |   |                  |                  |
|  |                        | Südkorea               | 2             |   |                  |                  |
|  |                        |                        |               |   |                  |                  |
|  | Spiel um Platz 7       |                        |               |   |                  |                  |
|  | 12. September          | 12. September          | Bulgarien     | 0 |                  |                  |
|  | Südkorea               | 3                      | Brasilien     | 3 |                  |                  |
|  | Brasilien              | 2                      |               |   | 14. September    | 14. September    |

## Endstand
| Platz                              | Mannschaft              |
| ---------------------------------- | ----------------------- |
| 1.                                 | Italien                 |
| 2.                                 | Vereinigte Staaten      |
| 3.                                 | Russland                |
| 4.                                 | Volksrepublik China     |
| 5.                                 | Kuba                    |
| 6.                                 | Südkorea                |
| 7.                                 | Brasilien               |
| 8.                                 | Bulgarien               |
| in der zweiten Runde ausgeschieden |                         |
| 9.                                 | Niederlande             |
| 10.                                | Griechenland            |
| 10.                                | Deutschland             |
| 10.                                | Puerto Rico             |
| in der ersten Runde ausgeschieden  |                         |
| 13.                                | Japan                   |
| 13.                                | Rumänien                |
| 13.                                | Polen                   |
| 13.                                | Dominikanische Republik |
| 17.                                | Tschechien              |
| 17.                                | Kanada                  |
| 17.                                | Thailand                |
| 17.                                | Argentinien             |
| 21.                                | Australien              |
| 21.                                | Mexiko                  |
| 21.                                | Kenia                   |
| 21.                                | Ägypten                 |

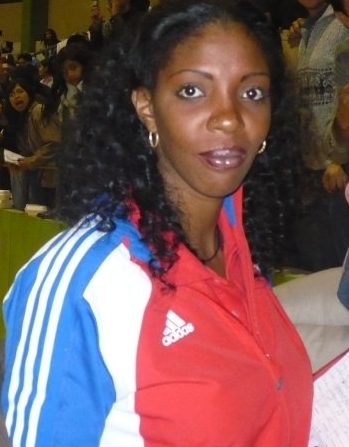
Die Kubanerinnen um Regla Torres wurden entthront.

Für die Italienerinnen war der erstmalige Gewinn des WM-Titels der größte Erfolg in ihrer Geschichte. Die unterlegenen US-Amerikanerinnen standen zum zweiten Mal nach der Weltmeisterschaft 1967 im Endspiel und Russland erhielt zum dritten Mal in Folge die Bronzemedaille. Die Finalisten des vorherigen Turniers verpassten hingegen die Medaillenränge. Für die in früheren Jahrzehnten erfolgreichen Nationen Japan, Polen und Rumänien bedeutete der 13. Platz das bisher schlechteste Resultat bei einer Weltmeisterschaft, während Griechenland bei seiner Premiere gleich in die Top 10 vorstieß.

## Einzelauszeichnungen

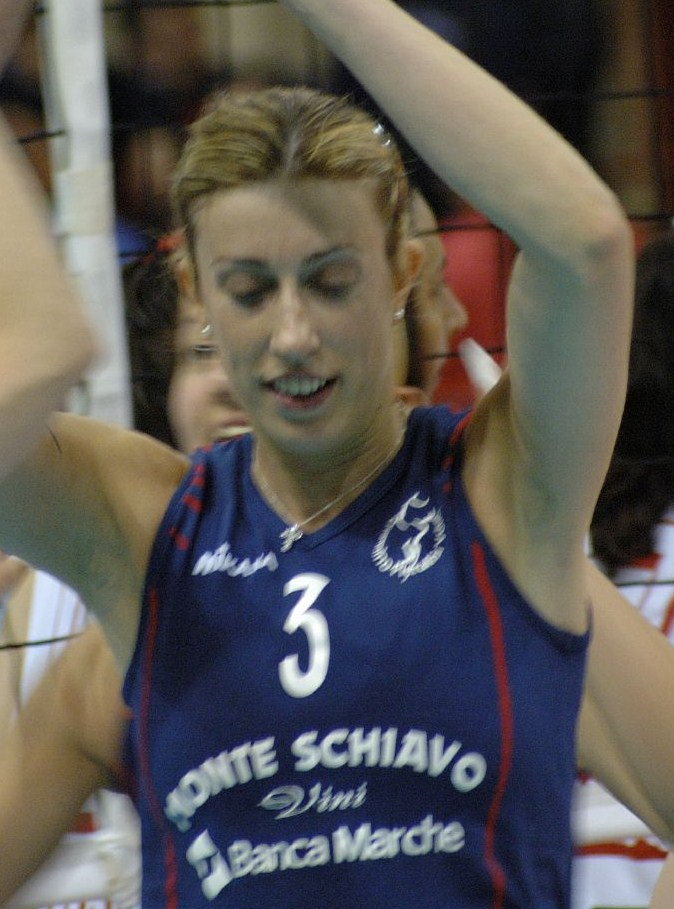
Elisa Togut war die wertvollste Spielerin

Der neue Weltmeister Italien stellte die wertvollste Spielerin des Turniers. Elisa Togut überzeugte vor allem in den entscheidenden Spielen der KO-Runde. Dort erzielte die Diagonalangreiferin jeweils die meisten Punkte für ihr Team. Paolo Cardullo war nicht nur das jüngste Mitglied der italienischen Mannschaft, sondern auch die fairste Spielerin der Weltmeisterschaft. Noch jünger war die Kubanerin Nancy Carrillo, die im Alter von 16 Jahren die besten Aufschläge schaffte. Obwohl ihre Mitspielerin Yumilka Ruiz als beste Scorerin die meisten Punkte erzielte, konnte Kuba den Titel nicht verteidigen. Für Jelisaweta Iwanowna Tischtschenko war die Weltmeisterschaft der Höhepunkt des Jahres 2002, in dem sie laut FIVB die beste Angreiferin war. Im Halbfinale unterlag sie dennoch dem Team der USA, in dem die erfahrene Danielle Scott mit ihren Blocks für den Einzug ins Endspiel sorgte. Brasilien und Südkorea schieden bereits im Viertelfinale aus, obwohl sie im Zuspiel bzw. in der Annahme herausragende Spielerinnen hatten.
| wertvollste Spielerin (MVP) | Elisa Togut                       | Italien            |
| beste Scorerin              | Yumilka Ruiz                      | Kuba               |
| beste Angreiferin           | Jelisaweta Iwanowna Tischtschenko | Russland           |
| beste Blockerin             | Danielle Scott                    | Vereinigte Staaten |
| beste Aufschlägerin         | Nancy Carrillo                    | Kuba               |
| beste Zuspielerin           | Marcelle Rodrigues                | Brasilien          |
| beste Annahmespielerin      | Koo Ki-lan                        | Südkorea           |
| fairste Spielerin           | Paola Cardullo                    | Italien            |

## Austragungsorte
Die Spiele wurden in acht deutschen Städten ausgetragen. Alle Städte hatten vor der Weltmeisterschaft bereits als Standorte von Vereinen der Volleyball-Bundesliga oder durch nationale und internationale Wettbewerbe Erfahrungen mit dieser Sportart gesammelt.
- In Münster feierten die Männer und die Frauen des Universitäts-Sportclubs zahlreiche Meisterschaften. Bei der Weltmeisterschaft fanden neben der Eröffnungsfeier auch die Vorrunden-Spiele der deutschen Mannschaft in der 5.200 Zuschauer fassenden Halle Münsterland statt.[3]
- Schwerin ist die Heimat eines führenden Bundesligisten und war mit der ebenfalls mit 5.200 Fans gefüllten Sport- und Kongresshalle Gastgeber für die Vorrunden-Gruppe B.[7]
- Dresden qualifizierte sich durch die Erfolge des Sportclubs als Austragungsort und richtete fünf Spiele der Gruppe C in der Sporthalle an der Bodenbacher Straße aus.[8]
- Die restlichen Spiele der Vorrunden-Gruppe C sowie die Begegnungen der Zwischenrunden-Gruppe G fanden in Riesa statt. In der Erdgasarena mit bis zu 9.000 Plätzen wurden zuvor Spiele der Volleyball-Weltliga 2001 und die Endrunde im DVV-Pokal 2001/02 der Männer ausgetragen.[9]
- In Leipzig und Umgebung waren bereits mehrere Volleyball-Bundesligisten beheimatet. Bis zu 7.000 Zuschauer konnten bei der Weltmeisterschaft die Begegnungen der Gruppe D in der Arena Leipzig erleben, die am 11. Mai 2002 eröffnet wurde.[10] Mit den WM-Spielen wollte die Stadt ihr Potential für die Bewerbung um die Olympischen Spiele 2012 zeigen.[11]
- Bremen richtet seit 1980 ein Turnier für Frauen-Nationalmannschaften aus und war in den Jahren 1996, 1998 und 2000 Gastgeber bei der Qualifikation zu Olympischen Spielen und zur Weltmeisterschaft 1998. In der erst im September 2002 eröffneten Halle 7 gab es die Spiele der Zwischenrunden-Gruppe E zu sehen.[12]
- Die Hanns-Martin-Schleyer-Halle in Stuttgart, die damals Platz für rund 10.000 Zuschauer bot, war 1989 bereits Austragungsort der Europameisterschaft der Frauen.[13]
- Die Finalrunde der Weltmeisterschaft 2002 fand vor bis zu 8.500 Fans in der Berliner Max-Schmeling-Halle statt. Die Hauptstadt ist die Heimat mehrerer Bundesliga-Vereine und war bereits Gastgeber der Männer-Europameisterschaft 1991.[14]

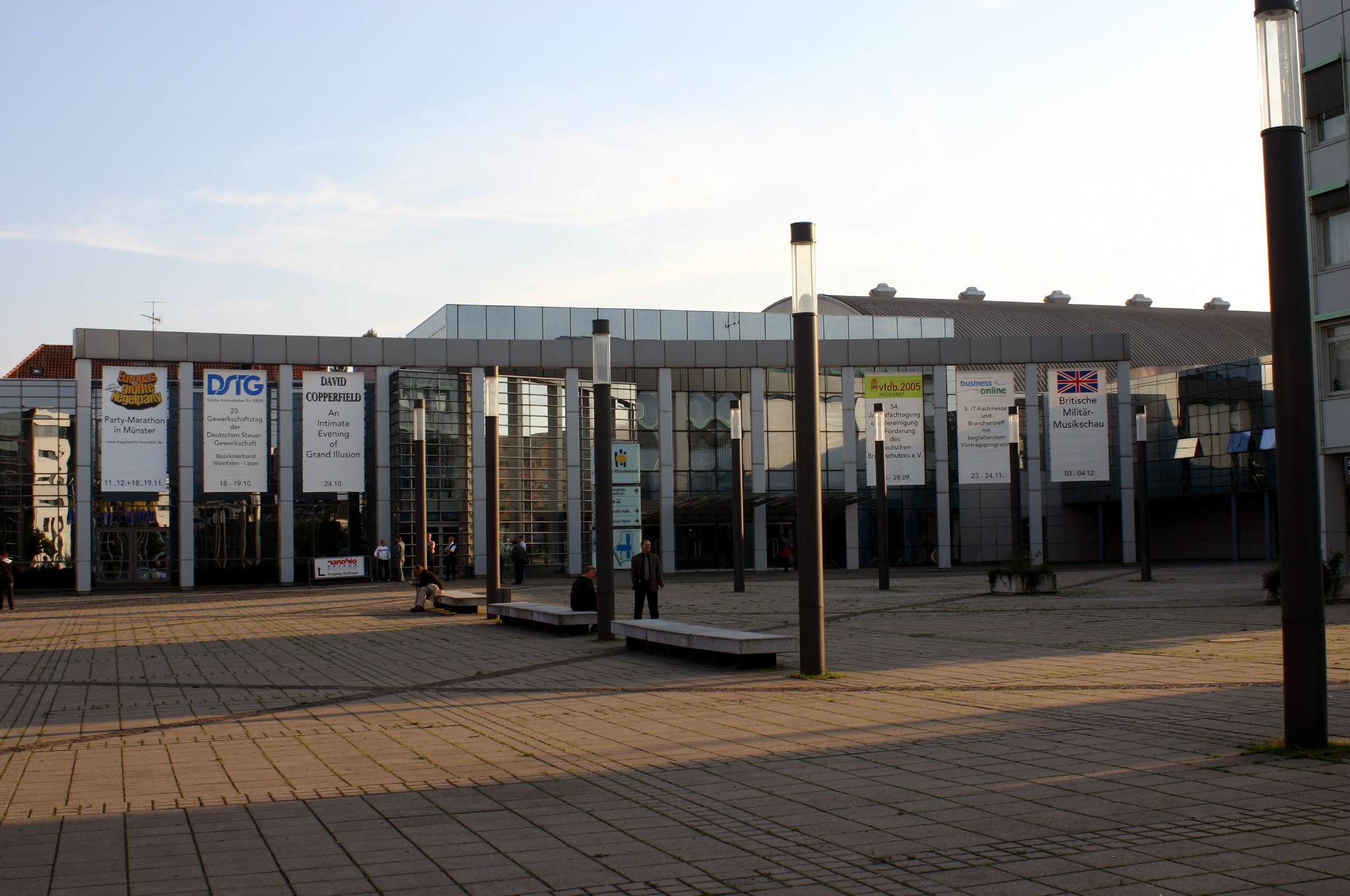
Halle Münsterland
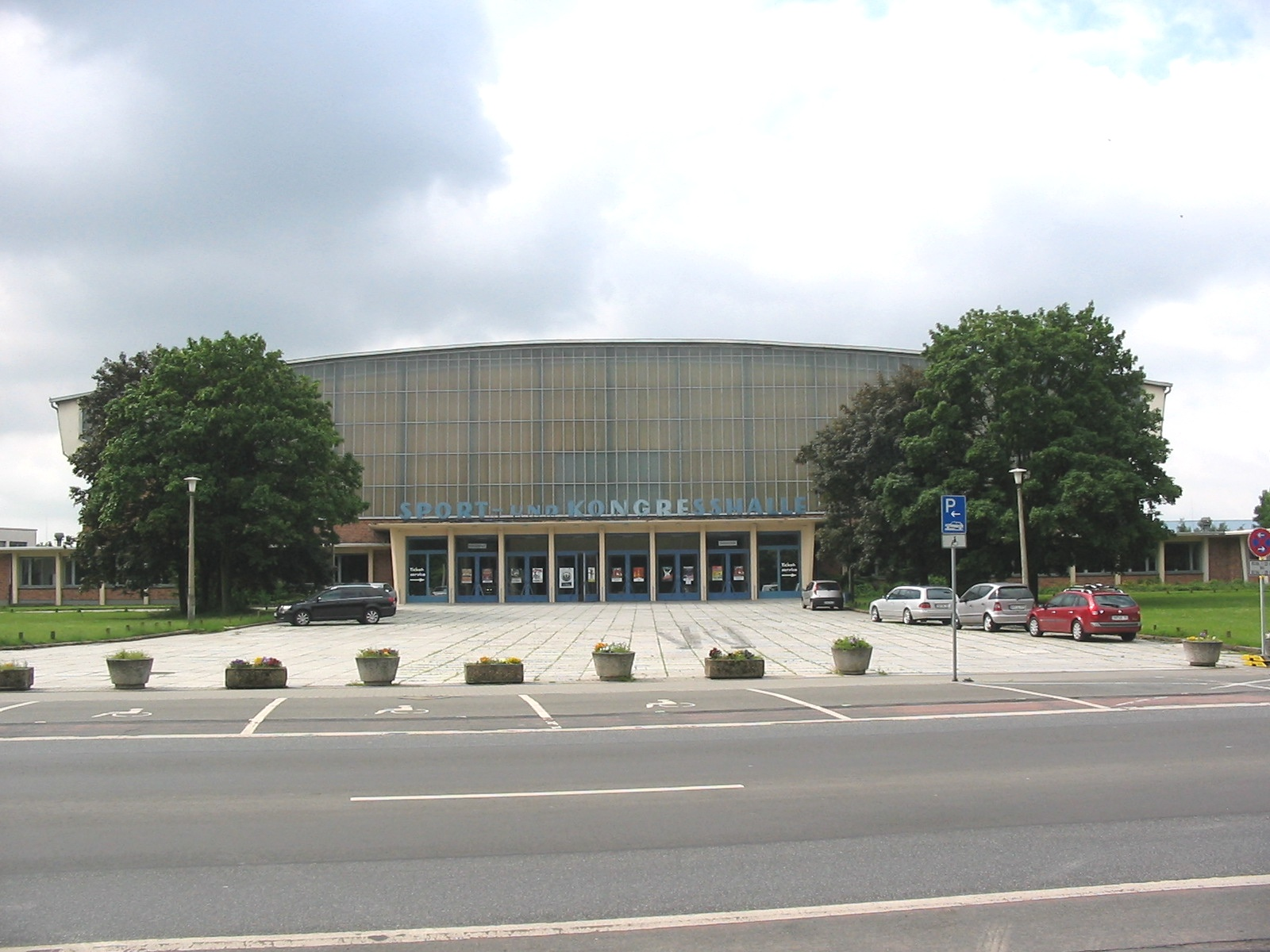
Sport- und Kongresshalle Schwerin
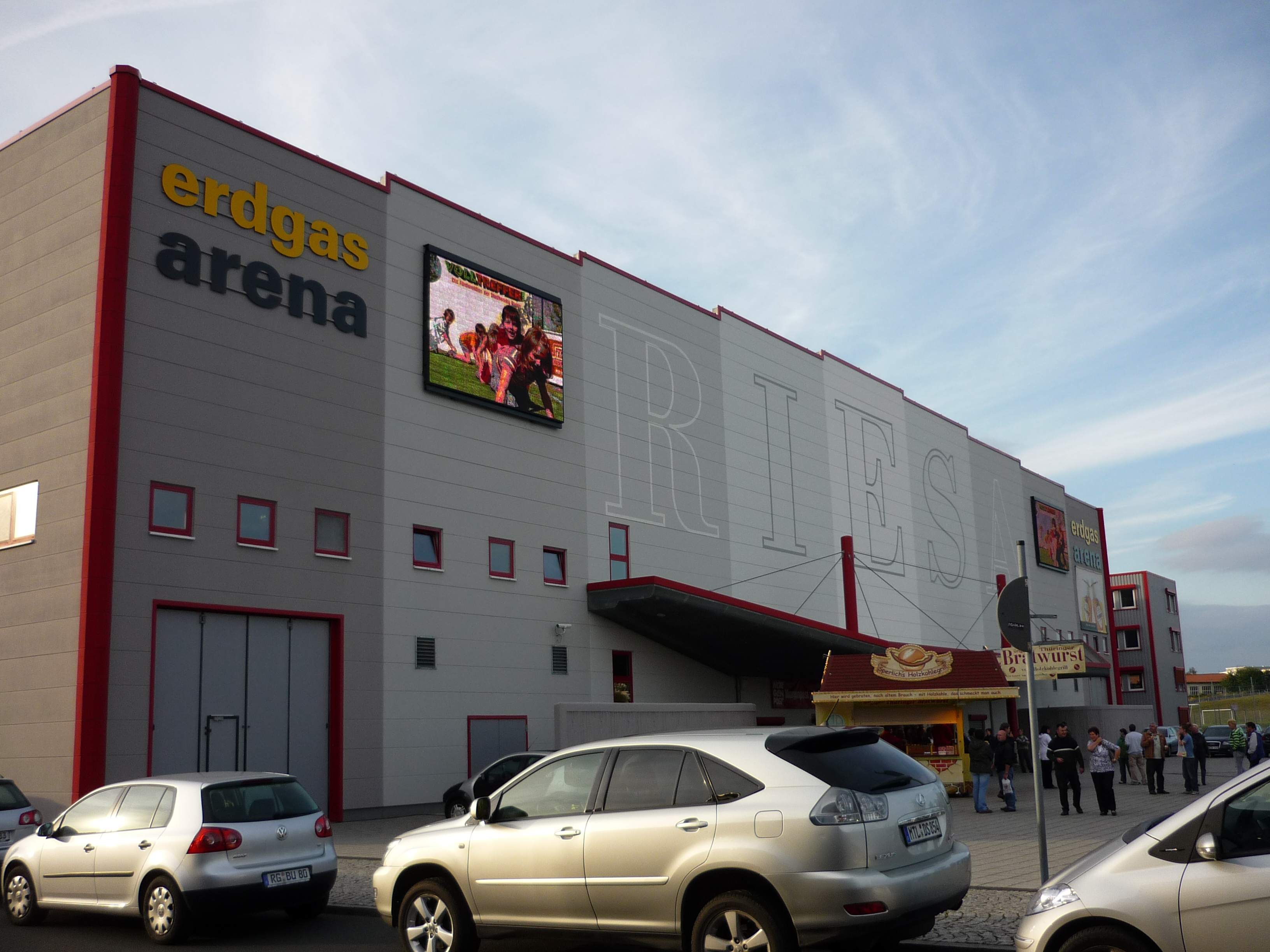
Erdgasarena Riesa
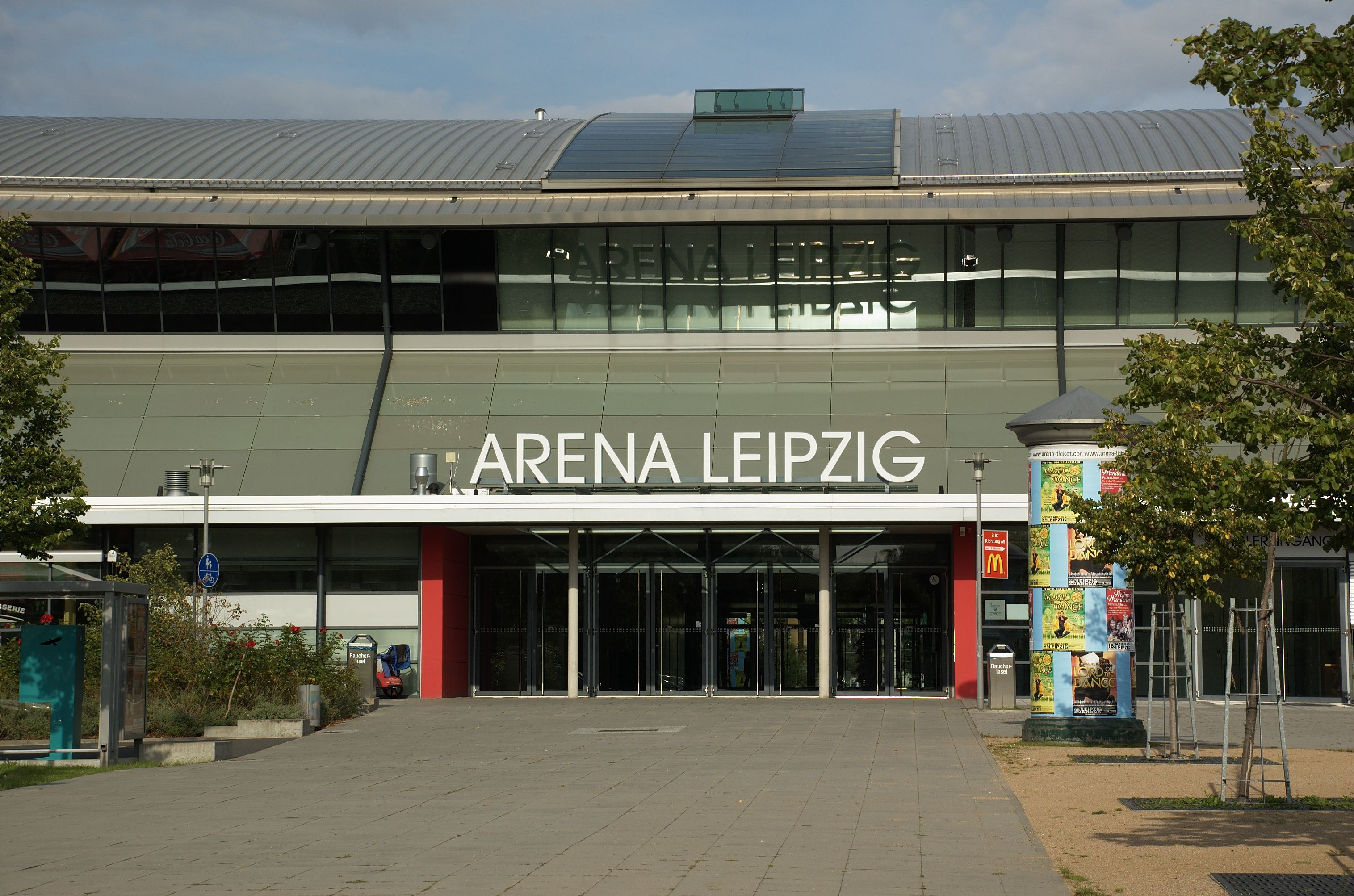
Arena Leipzig
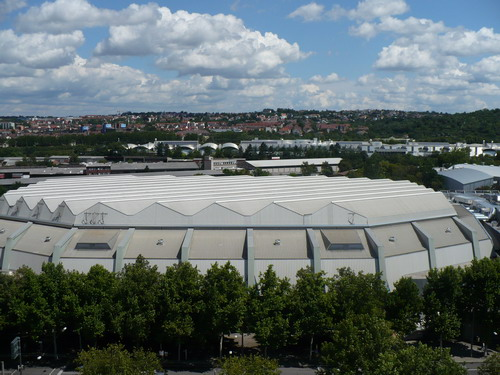
Hanns-Martin-Schleyer-Halle Stuttgart
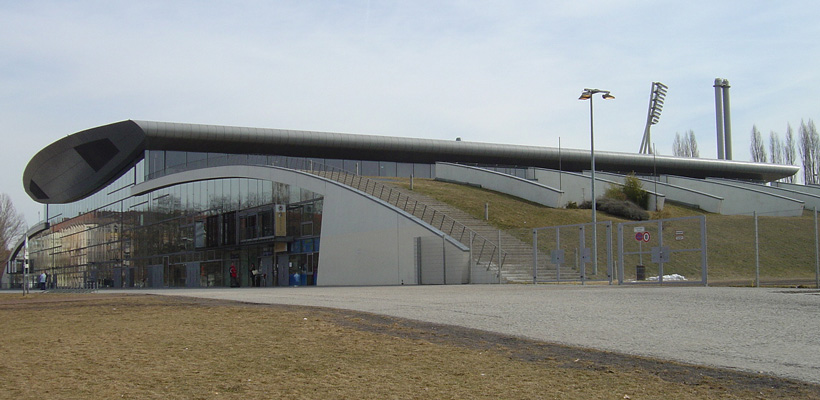
Max-Schmeling-Halle Berlin

## Schiedsrichter
Für die Weltmeisterschaft 2002 nominierte die FIVB insgesamt 24 Schiedsrichter. Siebzehn Unparteiische kamen aus Ländern, deren Nationalmannschaften am Turnier beteiligt waren. Von den teilnehmenden Nationen stellten Ägypten, die Dominikanische Republik, Kanada, Kenia, Mexiko, Puerto Rico und Tschechien keine Schiedsrichter. Den vier Vorrunden-Gruppen waren jeweils sechs Spielleiter zugeordnet, die alle Begegnungen in wechselnden Kombinationen als erster oder zweiter Schiedsrichter begleiteten. In der zweiten Runde kamen noch siebzehn Schiedsrichter zum Einsatz. Der thailändische und der französische Schiedsrichter leiteten gemeinsam ein Halbfinale und das Endspiel.
| Name | Land                | A | B | C | D | E | F | G | VF | 5–8 | P7 | P5 | HF | P3 | Fin |
| --- | ------------------- | - | - | - | - | - | - | - | -- | --- | -- | -- | -- | -- | --- |
| Plamen Antonov | Bulgarien           |   |   | E |   | E |   |   |    | E   |    |    |    |    |     |
| Zorica Bjelic | BR Jugoslawien      |   |   |   | E |   |   |   |    |     |    |    |    |    |     |
| Songsak Chareonpong | Thailand            | E |   |   |   |   |   | E |    | E   |    |    | E  |    | E   |
| Rolando Cholakian | Argentinien         |   |   |   | E |   |   | E |    |     |    |    |    |    |     |
| Luciano Gaspari | Italien             |   |   |   | E |   |   | E |    | E   | E  |    |    |    |     |
| Savas Iordanidis | Griechenland        |   | E |   |   |   |   |   |    |     |    |    |    |    |     |
| Joo Dong-Wook | Südkorea            |   |   | E |   | E |   |   |    |     |    |    |    |    |     |
| Andrzeij Kiszczak | Polen               |   |   | E |   |   |   | E |    |     |    |    |    |    |     |
| Peter Koncnik | Slowenien           |   |   | E |   |   | E |   | E  |     |    |    |    |    |     |
| Pedro Leon-Garcia | Kuba                | E |   |   |   |   |   | E | E  |     |    |    | E  |    |     |
| Juan Li | Volksrepublik China |   |   | E |   |   |   |   |    |     |    |    |    |    |     |
| Frans Loderus | Niederlande         |   |   |   | E |   | E |   | E  |     |    | E  |    |    |     |
| Garcia Marques | Spanien             |   |   |   | E |   | E |   |    |     |    |    |    |    |     |
| Dalmir Medeiros | Brasilien           |   | E |   |   |   | E |   | E  | E   |    |    |    | E  |     |
| Amnon Nesher | Israel              |   | E |   |   |   |   |   |    |     |    |    |    |    |     |
| Patrick Rachard | Frankreich          |   | E |   |   |   |   | E | E  |     |    |    | E  |    | E   |
| Gyula Radi | Ungarn              | E |   |   |   |   | E |   | E  |     |    | E  |    |    |     |
| Jarmo Salonen | Finnland            | E |   |   |   | E |   |   | E  |     |    |    |    | E  |     |
| Patricia Salvatore | Vereinigte Staaten  | E |   |   |   |   |   |   |    |     |    |    |    |    |     |
| Florin Scortaru | Rumänien            | E |   |   |   |   |   |   |    |     |    |    |    |    |     |
| Andrei Senowitsch | Russland            |   | E |   |   |   | E |   |    |     |    |    |    |    |     |
| Takashi Shimoyama | Japan               |   | E |   |   |   |   |   | E  |     |    |    |    |    |     |
| Dravko Stipaničev | Kroatien            |   |   |   | E | E |   |   |    |     | E  |    |    |    |     |
| Gerd Sycha | Deutschland         |   |   | E |   | E |   |   |    |     |    |    | E  |    |     |
| A – G = Gruppenspiele; VF = Viertelfinale; 5–8 = Platzierungsspiele; P7, P5, P3 = Spiel um Platz 7, 5, 3; HF = Halbfinale; Fin = Finale Die Schiedsrichtereinsätze sind in den Spielstatistiken („match statistics“) auf der FIVB-Seite zur WM vermerkt. |                     |   |   |   |   |   |   |   |    |     |    |    |    |    |     |

## Organisation
Veranstalter des Turniers war – wie bei allen Volleyball-Weltmeisterschaften – der Weltverband FIVB, der die Rechte an der Veranstaltung besaß. Der DVV gründete als Gastgeber der Weltmeisterschaft 2002 ein nationales Organisationskomitee (VONOG) mit Sitz in Frankfurt am Main. Der Gesamtetat für das Turnier betrug 5,5 Millionen Euro und wurde zum größten Teil von den Städten finanziert, in denen die Spiele stattfanden. Berlin übernahm als Gastgeber der Finalrunde 1,5 Millionen Euro, die anderen Städte jeweils eine halbe Million.

### Sponsoren
Die Schweizer Großbank Credit Suisse vereinbarte anlässlich der Weltmeisterschaft mit der FIVB ein umfassendes Engagement bei internationalen Volleyball-Veranstaltungen und finanzierte zu Beginn der Partnerschaft das Turnier in Deutschland. Als weiteren Premiumsponsor konnten die Organisatoren den Sportfachhandel Intersport gewinnen. Die Firma Asics fungierte als offizieller Ausrüster der WM und produzierte unter anderem die Einteiler, mit denen die deutschen Spielerinnen bekleidet waren. Der offizielle Spielball war ein Produkt von Mikasa und die Bodenbeläge produzierte die Firma Mondo. Mercedes-Benz stellte die Autos zur Verfügung und Saeco sorgte für die Verpflegung mit Kaffee. Die Firmen Grevinga und GI&DI veranstalteten das Merchandising zur Weltmeisterschaft, die beim Unternehmen Deutscher Herold versichert war. Dazu zählte das Maskottchen namens Casper, das in der Puppenmanufaktur von Käthe Kruse produziert wurde.

### Soziales Engagement
Die erste Weltmeisterschaft in Deutschland, sollte der Sportart mehr öffentliche Aufmerksamkeit bringen. Deshalb gab es unter anderem Kooperationen mit Schulen, um den Nachwuchs zum Volleyball zu bringen. Der DVV warb bei der Weltmeisterschaft auch für die Initiative Gesicht Zeigen!, die der deutsche Verband bereits seit August 2000 unterstützte. Die Organisation, die damals ebenso wie das Turnier unter der Schirmherrschaft von Johannes Rau stand, kämpft gegen Rassismus und rechtsextreme Gewalt. Die FIVB und der DVV förderten gemeinsam das Projekt Tobacco free sports, mit dem die Weltgesundheitsorganisation die Popularität des Sports nutzt, um vor den Gefahren des Rauchens zu warnen. Deshalb herrschte beim Turnier ein Rauchverbot.

### Eintrittskarten
Eintrittskarten für alle Spiele wurden ab dem 5. März 2002 verkauft. Insgesamt kalkulierten die Veranstalter mit 120.000 Tageskarten. Die günstigsten Tickets gab es in Münster bereits für 6,50 Euro oder ermäßigt 4,30 Euro. Die Finalrunde in Berlin konnte man als Zuschauer für 15 oder 10 Euro pro Spiel erleben. Außerdem wurden in allen Austragungsorten außer Leipzig Dauerkarten angeboten, mit denen man alle Begegnungen in dieser Stadt besuchen konnte.

### Medien
Die öffentlich-rechtlichen Fernsehsender ARD (mit den Dritten Programmen) und ZDF berichteten insgesamt 56 Stunden lang von der Weltmeisterschaft. Um diese Übertragungen zu ermöglichen, musste sich der DVV mit einem Betrag von 300.000 Euro an den Produktionskosten beteiligen. Die deutschen Spiele in der Vorrunde zeigte der WDR, bei dem Susanne Lahme und Danja Müsch als Experten mitwirkten, live oder als Aufzeichnung. Der NDR sendete aus Schwerin und der SWR aus Stuttgart. In der zweiten Runde gab es Live-Übertragungen im MDR. Nach dem Ausscheiden der deutschen Mannschaft berichteten die einheimischen TV-Anstalten nicht mehr über die WM. International gab es die Fernsehbilder in 45 Ländern zu sehen und bei der Finalrunde in Berlin waren sechzehn ausländische Sender vertreten.
Die Zeitschrift TV Movie wurde als Printmedium Partner des Turniers. Für kontroverse Diskussionen sorgte das Magazin Stern, das kurz vor dem WM-Beginn einen Bericht mit Aktfotos der deutschen Nationalspielerinnen veröffentlichte.

## Qualifikation
Deutschland als Gastgeber und Kuba als Titelverteidiger waren für die Endrunde gesetzt. Die weiteren Startplätze wurden in kontinentalen Qualifikationsturnieren vergeben, die zwischen dem 17. Juni und dem 9. September 2001 stattfanden. Neben Deutschland kamen acht Teilnehmer aus Europa. Asien durfte fünf Mannschaften nach Deutschland entsenden. Die NORCECA stellte zusätzlich zu Kuba ebenfalls ein Quintett. Aus Südamerika und Afrika reisten jeweils zwei Vertreter nach Deutschland.

### Europa
Die europäische Qualifikation wurde in sechs Vierergruppen ausgetragen, nachdem Aserbaidschan eine Vorausscheidung in Baku gegen Israel gewonnen hatte. Die Gruppensieger und die beiden besten Gruppenzweiten erreichten die WM-Endrunde in Deutschland. Die Niederlande nutzten ihren Heimvorteil in ’s-Hertogenbosch ebenso wie die Polinnen in Opole. Tschechien gelang dank eines knappen Erfolgs über Spanien der Gruppensieg in Lissabon, während Russland als Gastgeber in Nowy Urengoi keinen Satz abgab. In Urbino setzte sich Gastgeber Italien gemeinsam mit Rumänien durch und in Dubrovnik waren Griechenland und Bulgarien erfolgreich.
| Gruppe 1 |               |       |        |
| Platz    | Team          | Sätze | Punkte |
| 1.       | Niederlande   | 9:4   | 6      |
| 2.       | Aserbaidschan | 8:4   | 5      |
| 3.       | Türkei        | 6:8   | 4      |
| 4.       | Frankreich    | 2:9   | 3      |

| 17. Juni | Türkei        | Frankreich    | 3:2 |
|          | Niederlande   | Aserbaidschan | 3:2 |
| 18. Juni | Aserbaidschan | Türkei        | 3:1 |
|          | Frankreich    | Niederlande   | 0:3 |
| 19. Juni | Aserbaidschan | Frankreich    | 3:0 |
|          | Niederlande   | Türkei        | 3:2 |

| Gruppe 2 |                |       |        |
| Platz    | Team           | Sätze | Punkte |
| 1.       | Polen          | 9:0   | 6      |
| 2.       | BR Jugoslawien | 6:5   | 5      |
| 3.       | Slowenien      | 3:6   | 4      |
| 4.       | Lettland       | 2:9   | 3      |

| 24. Juni | BR Jugoslawien | Slowenien      | 3:0 |
|          | Polen          | Lettland       | 3:0 |
| 25. Juni | Lettland       | Slowenien      | 0:3 |
|          | Polen          | BR Jugoslawien | 3:0 |
| 26. Juni | BR Jugoslawien | Lettland       | 3:2 |
|          | Slowenien      | Polen          | 0:3 |

| Gruppe 3 |            |       |        |
| Platz    | Team       | Sätze | Punkte |
| 1.       | Tschechien | 9:2   | 6      |
| 2.       | Spanien    | 8:4   | 5      |
| 3.       | Portugal   | 3:7   | 4      |
| 4.       | Norwegen   | 2:9   | 3      |

| 22. Juni | Norwegen   | Spanien    | 1:3 |
|          | Portugal   | Tschechien | 0:3 |
| 23. Juni | Spanien    | Tschechien | 2:3 |
|          | Norwegen   | Portugal   | 1:3 |
| 24. Juni | Portugal   | Spanien    | 0:3 |
|          | Tschechien | Norwegen   | 3:0 |

| Gruppe 4 |            |       |        |
| Platz    | Team       | Sätze | Punkte |
| 1.       | Russland   | 9:0   | 6      |
| 2.       | Ukraine    | 6:3   | 5      |
| 3.       | Dänemark   | 3:6   | 4      |
| 4.       | Österreich | 0:9   | 3      |

| 22. Juni | Ukraine    | Österreich | 3:0 |
|          | Russland   | Dänemark   | 3:0 |
| 23. Juni | Dänemark   | Österreich | 3:0 |
|          | Russland   | Ukraine    | 3:0 |
| 24. Juni | Ukraine    | Dänemark   | 3:0 |
|          | Österreich | Russland   | 0:3 |

| Gruppe 5 |          |       |        |
| Platz    | Team     | Sätze | Punkte |
| 1.       | Italien  | 9:1   | 6      |
| 2.       | Rumänien | 7:3   | 5      |
| 3.       | Ungarn   | 3:6   | 4      |
| 4.       | Schweiz  | 0:9   | 3      |

| 13. Juli | Italien  | Schweiz  | 3:0 |
|          | Ungarn   | Rumänien | 0:3 |
| 14. Juli | Rumänien | Schweiz  | 3:0 |
|          | Italien  | Ungarn   | 3:0 |
| 15. Juli | Schweiz  | Ungarn   | 0:3 |
|          | Italien  | Rumänien | 3:1 |

| Gruppe 6 |              |       |        |
| Platz    | Team         | Sätze | Punkte |
| 1.       | Griechenland | 9:4   | 6      |
| 2.       | Bulgarien    | 8:3   | 5      |
| 3.       | Kroatien     | 4:7   | 4      |
| 4.       | Finnland     | 2:9   | 3      |

| 27. August | Bulgarien | Griechenland | 2:3 |
|            | Kroatien  | Finnland     | 3:1 |
| 28. August | Bulgarien | Finnland     | 3:0 |
|            | Kroatien  | Griechenland | 1:3 |
| 29. August | Finnland  | Griechenland | 1:3 |
|            | Kroatien  | Bulgarien    | 0:3 |

### Asien
In der asiatischen Qualifikation traten acht Mannschaften in zwei Vierergruppen an, aus denen die beiden Gruppenersten und -zweiten sowie ein Dritter das Turnier in Deutschland bestreiten durften. In Bangkok gelang dies dem Gastgeber Thailand als Zweiter hinter den Japanerinnen, die keinen Satz abgaben. China sicherte sich als Heimmannschaft in Macau den Gruppensieg durch einen abschließenden Sieg gegen Südkorea. Australien kam als Dritter ebenfalls weiter. Die Teams aus Usbekistan und Kasachstan, die in den beiden Gruppen jeweils den letzten Rang belegten, hatten sich in einer Vorrunde in Colombo gegen Sri Lanka durchgesetzt.
| Gruppe 1 |            |       |        |
| Platz    | Team       | Sätze | Punkte |
| 1.       | Japan      | 9:0   | 6      |
| 2.       | Thailand   | 6:3   | 5      |
| 3.       | Taiwan     | 3:6   | 4      |
| 4.       | Usbekistan | 0:9   | 3      |

| 6. Juli | Taiwan     | Japan      | 0:3 |
|         | Thailand   | Usbekistan | 3:0 |
| 7. Juli | Thailand   | Taiwan     | 3:0 |
|         | Usbekistan | Japan      | 0:3 |
| 8. Juli | Taiwan     | Usbekistan | 3:0 |
|         | Japan      | Thailand   | 3:0 |

| Gruppe 2 |                     |       |        |
| Platz    | Team                | Sätze | Punkte |
| 1.       | Volksrepublik China | 9:1   | 6      |
| 2.       | Südkorea            | 7:3   | 5      |
| 3.       | Australien          | 3:8   | 4      |
| 4.       | Kasachstan          | 2:9   | 3      |

| 31. August   | Australien | Südkorea   | 0:3 |
|              | China      | Kasachstan | 3:0 |
| 1. September | Südkorea   | Kasachstan | 3:0 |
|              | China      | Australien | 3:0 |
| 2. September | Australien | Kasachstan | 3:2 |
|              | China      | Südkorea   | 3:1 |

### Nord- und Mittelamerika
In der Qualifikation der NORCECA gab es zwei Gruppen mit jeweils vier Mannschaften, von denen sich jeweils die beiden besten Teams für die WM-Endrunde qualifizierten. In Santo Domingo gab die Dominikanische Republik erst im letzten Spiel gegen den direkten Konkurrenten Kanada einen Satz ab. Barbados schnitt im Quervergleich der Gruppendritten mit Mexiko schlechter ab. Jamaika, das sich in einer Vorrunde in Oranjestad gegen die Niederländischen Antillen und Aruba durchgesetzt hatte, blieb nur der letzte Rang. Die USA dominierten die Spiele der anderen Gruppe, die in San Juan stattfanden, in allen Sätzen deutlich. Die Gastgeber aus Puerto Rico erreichten den zweiten Platz vor Mexiko und Costa Rica. Die Mexikanerinnen mussten anschließend noch ein Play-off-Duell gegen den Dritten aus Südamerika bestreiten, in dem sie sich in Monterrey mit 2:1 Siegen gegen Venezuela durchsetzten.
| Gruppe 1 |                         |       |        |
| Platz    | Team                    | Sätze | Punkte |
| 1.       | Dominikanische Republik | 9:1   | 6      |
| 2.       | Kanada                  | 7:3   | 5      |
| 3.       | Barbados                | 3:8   | 4      |
| 4.       | Jamaika                 | 2:9   | 3      |

| 12. Juli | Kanada            | Jamaika  | 3:0 |
|          | Dominikanische R. | Barbados | 3:0 |
| 13. Juli | Kanada            | Barbados | 3:0 |
|          | Dominikanische R. | Jamaika  | 3:0 |
| 14. Juli | Barbados          | Jamaika  | 3:2 |
|          | Dominikanische R. | Kanada   | 3:1 |

| Gruppe 2 |                    |       |        |
| Platz    | Team               | Sätze | Punkte |
| 1.       | Vereinigte Staaten | 9:0   | 6      |
| 2.       | Puerto Rico        | 6:4   | 5      |
| 3.       | Mexiko             | 4:6   | 4      |
| 4.       | Costa Rica         | 0:9   | 3      |

| 13. Juli | Mexiko      | USA         | 0:3 |
|          | Puerto Rico | Costa Rica  | 3:0 |
| 14. Juli | USA         | Costa Rica  | 3:0 |
|          | Mexiko      | Puerto Rico | 1:3 |
| 15. Juli | Costa Rica  | Mexiko      | 0:3 |
|          | USA         | Puerto Rico | 3:0 |

| Play-off NORCECA – Südamerika | Play-off NORCECA – Südamerika | Play-off NORCECA – Südamerika | Play-off NORCECA – Südamerika |
| ----------------------------- | ----------------------------- | ----------------------------- | ----------------------------- |
| 7. September                  | Venezuela                     | Mexiko                        | 3:0                           |
| 8. September                  | Mexiko                        | Venezuela                     | 3:2                           |
| 9. September                  | Mexiko                        | Venezuela                     | 3:0                           |

### Südamerika
Bei der südamerikanischen Qualifikation spielten lediglich vier Mannschaften um die zwei Startplätze für die Weltmeisterschaft. Beim Turnier in Santa Fe gewann Brasilien alle Begegnungen zu Null und sicherte sich so den Gruppensieg vor dem Gastgeber Argentinien. Venezuela unterlag später im Playoff gegen den NORCECA-Vertreter Mexiko. Das Team aus Peru gewann nur einen Satz.
| Gruppe |             |       |        |
| Platz  | Team        | Sätze | Punkte |
| 1.     | Brasilien   | 9:0   | 6      |
| 2.     | Argentinien | 6:3   | 5      |
| 3.     | Venezuela   | 3:7   | 4      |
| 4.     | Peru        | 1:9   | 3      |

| 6. Juli | Brasilien   | Peru        | 3:0 |
|         | Argentinien | Venezuela   | 3:0 |
| 7. Juli | Venezuela   | Peru        | 3:1 |
|         | Brasilien   | Argentinien | 3:0 |
| 8. Juli | Venezuela   | Brasilien   | 0:3 |
|         | Argentinien | Peru        | 3:0 |

### Afrika
Die beiden afrikanischen Teilnehmern wurden in einer Vierer- und einer Dreigruppe ermittelt. Die Gruppensieger erreichten die WM-Endrunde in Deutschland. In der ersten Gruppe setzte sich Kenia mit dem Heimvorteil in Nairobi in drei Spielen ohne Satzverlust gegen Tunesien, Kamerun und Namibia durch. Ägypten war in Kairo ebenfalls Gastgeber und besiegte die Konkurrenten aus Nigeria und Marokko.
| Gruppe 1 |          |       |        |
| Platz    | Team     | Sätze | Punkte |
| 1.       | Kenia    | 9:0   | 6      |
| 2.       | Tunesien | 6:3   | 5      |
| 3.       | Kamerun  | 3:6   | 4      |
| 4.       | Namibia  | 0:9   | 3      |

| 13. Juli | Tunesien | Kamerun  | 3:0 |
|          | Kenia    | Namibia  | 3:0 |
| 14. Juli | Namibia  | Tunesien | 0:3 |
|          | Kamerun  | Kenia    | 0:3 |
| 15. Juli | Namibia  | Kamerun  | 0:3 |
|          | Kenia    | Tunesien | 3:0 |

| Gruppe 2 |         |       |        |
| Platz    | Team    | Sätze | Punkte |
| 1.       | Ägypten | 6:2   | 4      |
| 2.       | Nigeria | 4:5   | 3      |
| 3.       | Marokko | 3:6   | 2      |

| 3. August | Ägypten | Marokko | 3:1 |
| 4. August | Marokko | Nigeria | 2:3 |
| 5. August | Ägypten | Nigeria | 3:1 |